# Veliko Polje (Słowenia)
Veliko Polje – wieś w Słowenii, w gminie Sežana. W 2018 roku liczyła 60 mieszkańców.